# 珍内町
珍内町（ちんないちょう）は、日本の領有下において樺太に存在した町。本項では町制前の名称である三浜村（みはまむら）についても述べる。
珍内という地名は、アイヌ語の「チン・ナイ」（海と湖を結ぶ運河＝川口を拡げた川）による。
当該地域の領有権に関する詳細は樺太の項目を参照のこと。現在は、この周辺をロシア連邦がサハリン州クラスノゴルスクとして実効支配している（行政区分は一致しない）。
有名なアイヌ文化伝承者、藤山ハル、浅井タケの出身地でもある。

## 概要
- 間宮海峡に面する樺太西海岸の町であった。
- 漁業、農業により早くから開けた地域であった。
- 間宮海峡に面して来知志湖という湖が存在した。
- 北海道帝国大学の演習林が町内に存在した。

- 1945年以前の珍内町本町
- 現在の海岸の風景

## 歴史
- 1915年（大正4年）6月26日 - 「樺太ノ郡町村編制ニ関スル件」（大正4年勅令第101号）の施行により三浜村が行政区画として発足。久春内郡に所属し、泊居支庁久春内出張所が管轄。
- 1929年（昭和4年）7月1日 - 樺太町村制の施行により三浜村（二級町村）が発足。
- 1941年（昭和16年）4月1日 - 三浜村が町制施行して珍内町（一級町村）となる。
- 1940年（昭和15年）1月 - 管轄支庁が恵須取支庁に変更。
- 1942年（昭和17年）11月 - 所属郡が恵須取郡に変更。
- 1943年（昭和18年）4月1日 - 「樺太ニ施行スル法律ノ特例ニ関スル件」（大正9年勅令第124号）が廃止され、内地編入。
- 1945年（昭和20年）8月22日 - ソビエト連邦により占拠される。
- 1949年（昭和24年）6月1日 - 国家行政組織法の施行のため法的に樺太庁が廃止。同日珍内町廃止。

## 町内の地名
| - 珍内 - 小田洲（おたす） - 野津（のつ） - 磯矢（いそや） - 恵比須（えびす） - 萌菱（もえびし） - 北萌菱（きたもえびし） - 礼文磯（れぶんいそ） - 秋根（あきね） - 留久志（るくし） - 歌車（うたぐるま） - 赤沢（あかざわ） - 沢舞（さわまい） | - 来知志（らいちし） - 浜中（はまなか） - 七号沢（しちごうざわ） - 野宿沢（のじゅくざわ） - 向五号沢（むかいごごうざわ） - 四号沢（しごうざわ） - 十三号沢（じゅうさんごうざわ） - 中倉庫（なかそうこ） - 下湖北（しもこほく） - 奥小田洲（おくおだす） - 上大川（かみおおかわ） - 中大川（なかおおかわ） - 下大川（しもおおかわ） |

（）

## 交通

### 鉄道路線
樺太西線が久春内村から町内を通り恵須取町を経て塔路町まで計画されており、路盤の整備も進んでいたが完成することなくソ連に占領された。

## 地域

### 教育
以下の学校一覧は1945年（昭和20年）4月1日現在のもの。
- 樺太公立幸浜国民学校
- 樺太公立留久志国民学校
- 樺太公立小田洲第一国民学校
- 樺太公立小田洲第二国民学校
- 樺太公立珍内国民学校
  - 南珍内分教場
- 樺太公立下大川国民学校
- 樺太公立杉森国民学校
- 樺太公立来知志第一国民学校
- 樺太公立来知志第二国民学校